# Minthea reticulata
Minthea reticulata är en skalbaggsart som beskrevs av Pierre Lesne 1931. Minthea reticulata ingår i släktet Minthea och familjen kapuschongbaggar. Inga underarter finns listade i Catalogue of Life.

## Bildgalleri

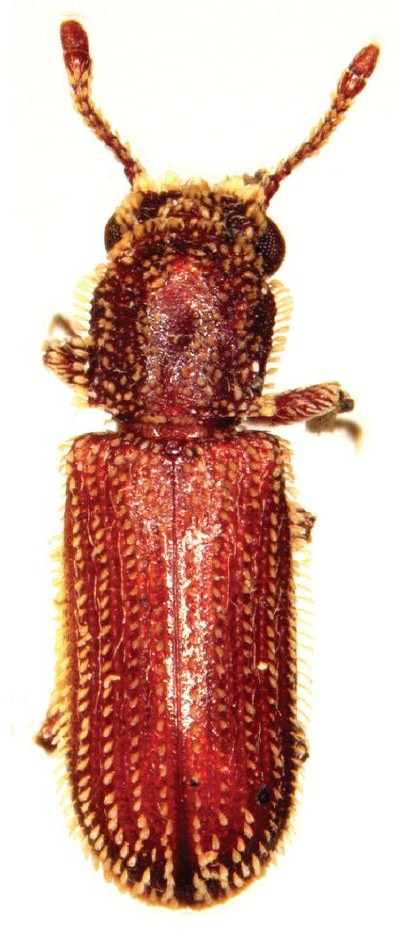
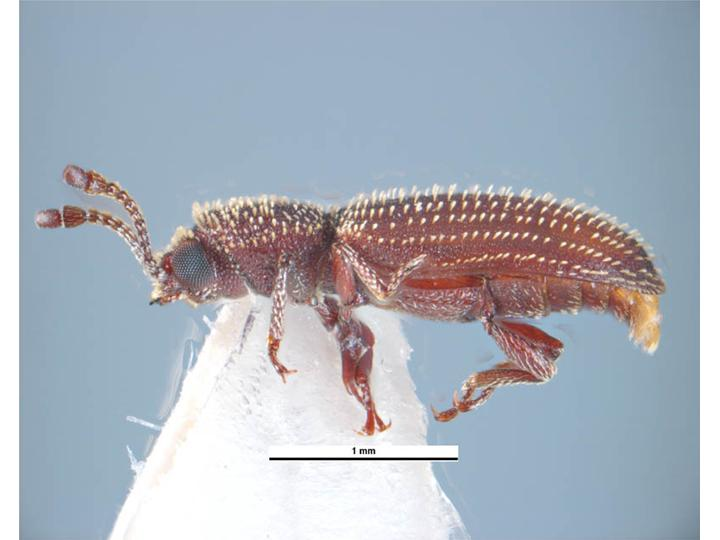